# Nathaniel Buzolic

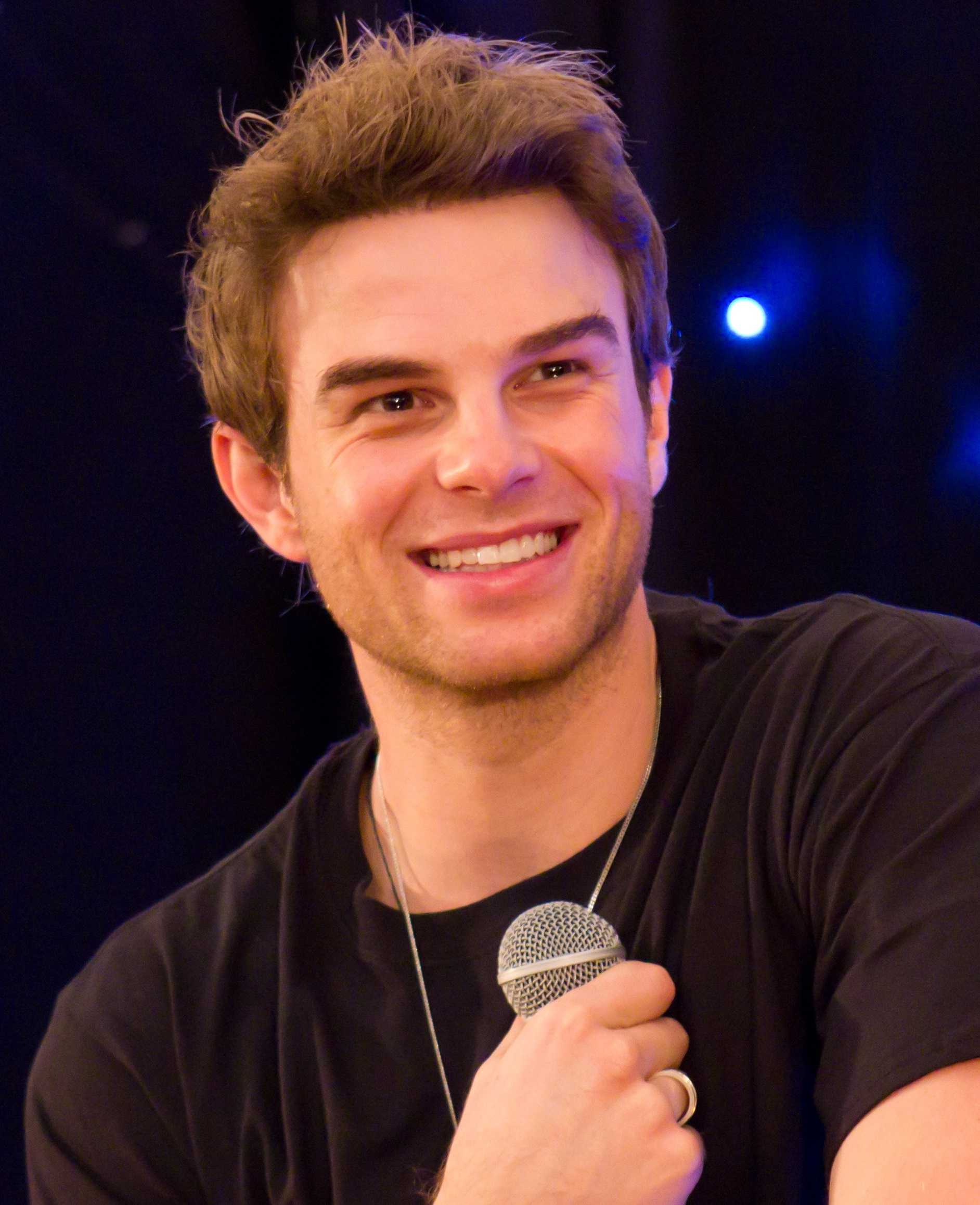
Nathaniel Buzolic (2013)

Nathaniel Buzolic (* 4. August 1983 in Sydney) ist ein australischer Schauspieler und Fotograf.

## Leben
Buzolic nahm Schauspielunterricht am Australian Theatre for Young People (ATYP) in Sydney und absolvierte die Screenwise Schauspielschule für Film und Fernsehen im Jahr 2004. Er spielte jeweils in einer Episode von Water Rats – Die Hafencops (2001), in Home and Away (2002) und in der Fernsehserie All Saints (2003) mit. In der australischen BBC-Serie Out of the Blue spielte er 2008 in 50 Folgen die Rolle des Paul O’Donnell. Von 2012 bis 2013 war er in der Fernsehserie Vampire Diaries als Ur-Vampir Kol Mikaelson zu sehen. Dieselbe Rolle spielte er seit 2013 auch in dessen Spin-off The Originals. In der vierten und sechsten Staffel von Pretty Little Liars hatte Buzolic Gastauftritte als Dean Stavros.
2016 veröffentlichte er anlässlich seines 33. Geburtstages eine Website mit seinen Fotografien.

## Filmografie
- 2002: Home and Away (Seifenoper)
- 2003: All Saints (Fernsehserie, Folge 6x29)
- 2007: Road Rage (Kurzfilm)
- 2007: Greatest Day Ever (Kurzfilm)
- 2008: Offing David
- 2008: Out of the Blue (Fernsehserie, 50 Folgen)
- 2009: Multiple Choice (Kurzfilm)
- 2010: Cops LAC (Fernsehserie, Folge 1x02)
- 2010: Needle – Deinem Schicksal entkommst Du nicht (Needle)
- 2011: Crownies (Fernsehserie, Folge 1x15)
- 2012–2014: Vampire Diaries (The Vampire Diaries, Fernsehserie, 10 Folgen)
- 2013–2018: The Originals (Fernsehserie, 24 Folgen)
- 2014: Supernatural (Fernsehserie, Folge 9x20)
- 2014–2015: Pretty Little Liars (Fernsehserie, 4 Folgen)
- 2015: Bones – Die Knochenjägerin (Bones, Fernsehserie, Folge 10x12)
- 2015: Significant Mother (Fernsehserie, 9 Folgen)
- 2016: Hacksaw Ridge – Die Entscheidung (Hacksaw Ridge)
- 2019: Rettet Zoë (Saving Zoë)
- 2020: Deep blue sea 3
- 2022: Legacies (Fernsehserie, Gastauftritt in Folge 4x15)